# Lutz Gissmann
Lutz Gissmann (* 18. September 1949 in Kaufbeuren) ist ein deutscher Virologe und war bis zu seiner Pensionierung Leiter der Abteilung Genomveränderungen und Karzinogenese am Deutschen Krebsforschungszentrum (DKFZ) in Heidelberg.

## Leben
Gissmann erhielt ein Diplom in Biologie und einen Doktortitel von der Universität Erlangen. Mit Harald zur Hausen ging er als Postdoc an die Universität Freiburg und wurde dort später Assistenzprofessor für Virologie. 1983 wurde er zum Leiter der Abteilung Genomveränderungen und Karzinogenese am Deutschen Krebsforschungszentrum und zum Professor an der Universität Heidelberg berufen. In den Jahren 1993 bis 1997 war er wissenschaftlicher Direktor am Institut für Obstetrics and Gynecology und Vorstand des Programms Viral Oncology an der Loyola University Medical Center, Chicago, USA. Von 1998 und 1999 hatte der den Posten des Vizepräsidenten Forschung und Entwicklung der Medigene AG, Martinsried, Deutschland inne, bevor er an das DKFZ zurückkehrte. Lutz Gissmann war Kuratoriumsmitglied des DKFZ in den Jahren 2002 bis 2012 und Sprecher der Forschungsprogramme Angewandte Tumorvirologie und Infektionen und Krebs. Daneben übernahm er die Funktion des Ombudsmann für Doktoranden des DKFZ (2004–2010).
Lutz Gissman hat ca. 200 wissenschaftliche Arbeiten in internationalen Fachzeitschriften veröffentlicht, mehrere Patente angemeldet und zu Fachbüchern beigetragen. Ihm wurden wissenschaftlichen Ehrungen zu teil, darunter der Preis der Warren Alpert Foundation (2007), der ihm gemeinsam mit Harald zur Hausen für „Arbeiten die zur Entwicklung des HPV Impfstoffes geführt haben“ verliehen wurde.

## Wirken
Lutz Gissmann hat grundlegende wissenschaftliche Arbeiten auf dem Gebiet der humanen Papillomviren (HPV) geleistet und sich in seiner Forschung vor allem auf den kausalen Zusammenhang zwischen einer HPV-Infektion und der Bildung von Gebärmutterhalskrebs konzentriert. Seine frühen wissenschaftlichen Arbeiten klärten die genetische Heterogenität zwischen verschiedenen HPV-Isolaten auf und führten zu dem Konzept definierter HPV-Typen, von denen einige in direktem Zusammenhang mit spezifischen gut- oder bösartigen Krebserkrankung stehen. In den frühen 1980er Jahren isolierte und charakterisierte er im Labor des späteren Nobelpreisträgers Harald zur Hausen, gemeinsam mit seinen Mitarbeitern Matthias Dürst und Michael Boshart, HPV16 und HPV18. Diese zwei HPV-Typen haben das größte onkogene Potential für Gebärmutterhalskrebs und sind verantwortlich für den Großteil der HPV-induzierten Hals- und Nacken- sowie anogenitaler Tumoren.
Die von ihm durchgeführten und angeleiteten Arbeiten waren die Grundlage zur Entwicklung der prophylaktischen HPV-Impfstoffe zur Vermeidung von HPV-induzierten Krebserkrankungen. Lutz Gissmann ist auch heute (2016) noch in Arbeiten zur Entwicklung der nächsten Impfstoffgeneration eingebunden.